# Silvije Alfirević
Silvije Alfirević (Trstenik, 1881. – kraj 1944.) bio je hrvatski kulturni djelatnik i publicist.

## Životopis
Završio je gimnaziju u Dubrovniku te Filozofski fakultetu u Beču. Bio je upravitelj gimnazije u Splitu. Godine 1918. bio je član Privremenog odbora Narodnog vijeća u Zadru.
Godine 1921. bio je jedan od suosnivača »Jadranske straže« te u razdoblju od 1922. do 1934. njezin šef i generalni tajnik. Također je bio glavni urednik istoimenog glasila. Godine 1922. bio je osnivač Matice jugoslavenske u Splitu. Na političkom planu je zagovarao ideju jugoslavenstva.
Poginuo je kao pripadnik četničke vojske u sukobu s partizanima krajem 1944. godine.
Bio je član masonske Lože "Pravda" u Splitu.

### Članci
- Milovančev, Nikola. 2022. Dalmatinski jugomonarhisti u dokumentima OZNE-e i UDBE-e. Dr. Čedomilj Medini, dr. Vlade Matošić, Slavko Arneri, Vojin Arambašin. Zbornik Janković. Ogranak Matice hrvatske u Daruvaru. Daruvar. 6 (7): 282–327
- Stipčević-Despotović, Anđelka. 1983. Alfirević, Silvije. Hrvatski biografski leksikon. Zagreb.  journal zahtijeva |journal= (pomoć)